# Svartbosalangan
Svartbosalangan (Aerodramus maximus) är en fågel i familjen seglare.

## Utseende och läte
Svartbosalanganen är en medelstor till stor (12–14 cm) salangan med rätt grunt kluven stjärt. Ovansidan är glansigt svartbrun med likfärgad övergump hos de flesta fåglar, vissa dock med mer grått. Undersidan är grå, ljusast på strupen och successivt mörkare från bröstet till undre stjärttäckarna. Arten är mycket lik både mossbosalangan och vitbosalangan, men i handen syns att den är längre. Lättast artbestäms fågel på häckplats, vars bo som namnet avslöjar är mörkt. Den är vanligtvis tystlåten, men tjattrande ljud hörs vid boet.

## Utbredning och systematik
Svartbosalangan delas upp i tre underarter med följande utbredning:
- Aerodramus maximus maximus – förekommer från södra Myanmar till södra Malackahalvön, sydöstra Vietnam och västra Java
- Aerodramus maximus lowi – Sumatra, Nias och Borneo
- Aerodramus maximus tichelmani – sydöstra Borneo

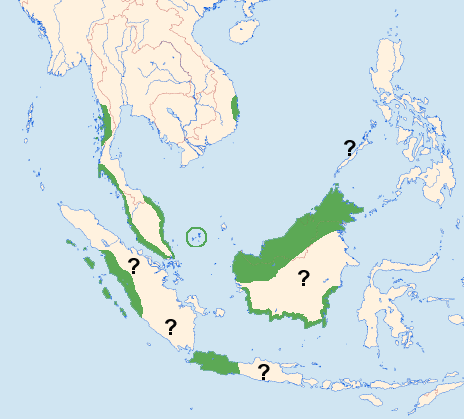
Svartbosalanganens utbredningsområde.

## Levnadssätt
Svartbosalanganen påträffas i en rad olika miljöer, från låglänta områden till bergstrakter. Den häckar i stora kolonier i grottor tillsammans med andra salanganarter. Fåglar av underarterna maximus och lowi har noterats använda sig av ekolokalisering.

## Status och hot
Arten har ett stort utbredningsområde, men tros minska i antal, dock inte tillräckligt kraftigt för att den ska betraktas som hotad. Internationella naturvårdsunionen IUCN listar därför arten som livskraftig (LC).